# Resultados do Carnaval do Rio de Janeiro em 1946
Nesta página estão listados os resultados dos concursos de escolas de samba, ranchos carnavalescos e sociedades carnavalescas do carnaval do Rio de Janeiro do ano de 1946.
Após três anos sendo promovido pela Liga da Defesa Nacional (LDN) e pela União Nacional dos Estudantes (UNE), o desfile das escolas de samba voltou a ser organizado pela União Geral das Escolas de Samba do Brasil (UGESB). Todas as escolas apresentaram enredos sobre a vitória dos Aliados na Segunda Guerra Mundial.
A Portela conquistou seu oitavo título de campeã do carnaval carioca, sendo o sexto consecutivo. A escola apresentou o enredo "Alvorada do Novo Mundo", elaborado pela Liga da Defesa Nacional e pela artista Lino Manuel dos Reis. As alegorias da escola mostraram as representações de Adolf Hitler esmagado, Benito Mussolini enforcado, Tio Sam e as nações vitoriosas na Segunda Guerra. A Estação Primeira de Mangueira ficou com o vice-campeonato. Turunas de Monte Alegre foi o campeão dos ranchos. Embaixada do Sossego venceu o concurso das grandes sociedades.

## Escolas de samba
O desfile das escolas de samba do Rio de Janeiro de 1946 foi realizado entre as 21 horas do domingo, dia 3 de março do mesmo ano, e às 4 horas e 15 minutos do dia seguinte. As apresentações foram realizadas na Avenida Presidente Vargas. O evento foi organizado pela União Geral das Escolas de Samba do Brasil (UGESB) e teve patrocínio da Associação dos Críticos Carnavalescos (ACC). A UGESB decidiu que todas as agremiações fariam enredos sobre a vitória dos Aliados na Segunda Guerra Mundial. Uma das mudanças impostas no regulamento foi o fim do improviso na segunda parte do samba, que passaria a ser fixa. Também foi proibida a utilização de carros mecânicos ou puxados por animais.

### Quesitos e julgadores
| As escolas foram avaliadas em nove quesitos: 1. Bandeira 2. Bateria 3. Comissão de Frente 4. Enredo 5. Fantasia de Mestre-Sala e Porta-Bandeira 6. Harmonia 7. Indumentária 8. Iluminação dos Préstitos 9. Samba | A comissão julgadora foi formada por: - Armando Santos - Cristóvão Freire - Manoel Piló |

### Classificação
Portela foi a campeã, conquistando seu oitavo título no carnaval carioca, sendo o sexto consecutivo. A escola apresentou o enredo "Alvorada do Novo Mundo", encerrando a série de enredos patrióticos elaborados pela Liga da Defesa Nacional. O artista Lino Manuel dos Reis projetou alegorias que representavam "a volta das forças armadas" e os "acordos ministeriais". Em outra alegoria, um panteão representou as nações vitoriosas na Segunda Guerra e apresentou as figuras de Adolf Hitler esmagado e Benito Mussolini enforcado. Na última alegoria, as representações de Tio Sam em pé, e Hitler ajoelhado. A Estação Primeira de Mangueira ficou com o vice-campeonato pelo quarto ano consecutivo.
| Legenda: Campeã * Sem informação disponível |

| Col. | Escola                          | Enredo                                            | Carnavalesco(a)                                | Pontos |
| ---- | ------------------------------- | ------------------------------------------------- | ---------------------------------------------- | ------ |
| 1    | Portela                         | Alvorada do Novo Mundo                            | Liga da Defesa Nacional e Lino Manuel dos Reis | 80,6   |
| 2    | Estação Primeira de Mangueira   | Carnaval da Vitória                               | Armando Silva                                  | 72,4   |
| 3    | Depois Eu Digo                  | Tomada de Monte Castelo                           | *                                              | 67,5   |
| 4    | Império da Tijuca               | Aos Heróis do Monte Castelo                       | *                                              | 62,9   |
| 5    | Azul e Branco do Salgueiro      | Cruzada da Vitória                                | *                                              | 62,5   |
| 6    | Paz e Amor                      | Mensageiros do Samba na Assembléia das Reparações | *                                              | 58,6   |
| 7    | Lira do Amor                    | A Lira no Salão de 1946                           | *                                              | 57,7   |
| 8    | Unidos da Tijuca                | Anjos da Paz                                      | *                                              | 57,1   |
| 9    | Unidos da Capela                | Jardim de Alá                                     | *                                              | 52,7   |
| 10   | Filhos do Deserto               | O Samba na Cidade                                 | *                                              | 50,9   |
| 11   | Prazer da Serrinha              | Conferência de São Francisco                      | Antônio Caetano                                | 50     |
| 12   | Unidos do Salgueiro             | Recordando a História                             | *                                              | 47     |
| 13   | Corações Unidos de Jacarepaguá  | As Armas da Vitória                               | *                                              | 45,5   |
| 14   | Não É o Que Dizem               | A Chegada do Herói Brasileiro                     | *                                              | 43,7   |
| 15   | Vai Se Quiser                   | Pela Vitória das Armas do Brasil                  | *                                              | 40,8   |
| 16   | Cada Ano Sai Melhor             | Uma Festa na Bahia                                | *                                              | 40,6   |
| 17   | União Primeira                  | Homenagem às Escolas de Samba                     | *                                              | 26,4   |
| 18   | Fiquei Firme                    | Louros da Vitória                                 | *                                              | 25     |
| 19   | Mocidade Louca de São Cristóvão | Alvorada de Paz                                   | *                                              | 11,4   |